# Cercle des nageurs d'Antibes
Pour les articles homonymes, voir CNA.
Le Cercle des nageurs d'Antibes est un club de natation créé en 1965 dans la commune d'Antibes par Joseph Maggiore.
Depuis ses débuts, le club a glané plus de cent titres de champions de France, ce qui en fait l'un des plus récompensés du pays. L'ancien nageur français Franck Esposito, vice-champion du monde en 1998 du 200 mètres papillon, était le manager général du club. Il a quitté le club de 2021 pour assister un entrainer au club de Marseille. Le stade nautique accueille aussi le pôle France natation d'Antibes encadré par Denis Auguin dont Alain Bernard champion olympique du 100 m nage libre aux Jeux olympiques de 2008 à Pékin fait partie. Le Président du Cercle des Nageurs d'Antibes est M. Patrick Leroux.

## Palmarès

### Jeux olympiques
- Deux titres olympiques : 100 mètres nage libre, Alain Bernard, Jeux olympiques de 2008, 4 x 100 mètres nage libre, Alain Bernard, Jeux olympiques de 2012
- Une médaille d'argent : 4 × 100 mètres nage libre, Alain Bernard, Jeux olympiques de 2008
- Deux médailles de bronze : 50 mètres nage libre, Alain Bernard, Jeux olympiques de 2008, 4 x 200 mètres nage libre, Margaux Farrell, Jeux olympiques de 2012

### Championnats du monde
- Une médaille d'argent : 200 mètres papillon, Franck Esposito, Championnats du monde 1998
- Une médaille d'argent : 100 mètres nage libre, Alain Bernard, Championnats du monde 2009
- Une médaille de bronze : 4 x 100 mètres nage libre, Alain Bernard, Championnats du monde de natation 2009
- Une médaille d'argent : 4 x 100 mètres nage libre, Alain Bernard, Championnats du monde de natation 2011
- Une médaille de bronze : 50 mètres nage libre, Alain Bernard, Championnats du monde de natation 2011

### Championnats d'Europe
- Un titre européen : 100 mètres nage libre, Alain Bernard, Championnats d'Europe 2008
- Un titre européen : 50 mètres nage libre, Alain Bernard, Championnats d'Europe 2008
- Un titre européen : 100 mètres nage libre, Alain Bernard, Championnats d'Europe 2010
- Deuxième : 100 mètres nage libre, Alain Bernard, Championnats d'Europe 2012
- Troisième : 200 mètres papillon, Christophe Lebon, Championnats d'Europe 2008

### Championnats de France en bassin de 50 mètres
|                          | Messieurs  | Dames     |
| 50 m nage libre          | 12         | 0         |
| 100 m nage libre         | 17         | 0         |
| 200 m nage libre         | 9          | 0         |
| 400 m nage libre         | 6          | 1         |
| 800 m nage libre         | 0          | 6         |
| 1 500 m nage libre       | 6          | 0         |
| 50 m dos                 | 0          | 0         |
| 100 m dos                | 0          | 0         |
| 200 m dos                | 1          | 0         |
| 50 m brasse              | 0          | 0         |
| 100 m brasse             | 2          | 0         |
| 200 m brasse             | 4          | 0         |
| 50 m papillon            | 0          | 1         |
| 100 m papillon           | 15         | 1         |
| 200 m papillon           | 18         | 0         |
| 200 m 4 nages            | 0          | 0         |
| 400 m 4 nages            | 0          | 0         |
| 4 × 100 m nage libre     | 2          | 1         |
| 4 × 200 m nage libre     | 4          | 1         |
| 4 × 100 m 4 nages        | 10         | 0         |
| Total fin de saison 2009 | 105 titres | 11 titres |

### Championnats de France interclubs
Le club a remporté cinq titres de champion de France interclubs.
- Hommes : 1977, 1982, 1998, 2000, 2002 et 2011

## Sélections internationales

### Jeux olympiques de 2016
- Damien Joly

### Jeux olympiques de 2012
- Alain Bernard
- Damien Joly
- Margaux Farell

### Jeux olympiques de 2008
- Alain Bernard
- Yoris Grandjean
- Christophe Lebon
- Matthieu Madelaine
- Boris Steimetz

### Jeux olympiques de 2004
- Romain Barnier
- Franck Esposito

### Jeux olympiques de 2000
- Romain Barnier
- Franck Esposito

### Jeux olympiques de 1996
- Christophe Kalfayan
- Franck Esposito

## Nageurs célèbres
ANDRACA Pierre
ECUYER René
ROUSSEAU Michel
RESS Colin
BOUVIER Michel
BERNARD Alain
ESPOSITO Franck
FAURE Karyn
KALFAYAN Christophe
BARNIER Romain
STEIMETZ Boris
JOLY Damien
FARELL Margaux
FAURE Jean-Noël
VACHER COPONAT Henri
BOUVIER Thierry